# Ajuricaba
Ajuricaba ist eine Stadt im Bundesstaat Rio Grande do Sul im Süden Brasiliens. Sie liegt etwa 430 km nordwestlich von Porto Alegre. 

## Geographie
Benachbart sind die Orte Nova Ramada, Condor, Panambi, Bozano und Ijuí. 

## Geschichte
Ursprünglich war Ajuricaba Teil des Munizips Ijuí.

## Persönlichkeiten
- Carlos Eduardo Marques (* 1987), Fußballspieler